# Левитов, Эйб
Эйбрахам «Эйб» Левитов (англ. Abraham «Abe» Levitow; 22 июля 1922 , Лос-Анджелес — 8 мая 1975, Холливуд) — американский художник-мультипликатор, кинорежиссёр и кинопродюсер. Работал в студиях Warner Bros. Cartoons, UPA и MGM.

## Биография
Левитов родился в Лос-Анджелесе, Калифорния. Он начал работать в роли временного работника и ассистента аниматора Warner Bros. Cartoons с 1940. Левитов быстро ушел из Warner Brothers когда его призвали в ходе Второй мировой войны. Позжe он вернулся в Warner Bros. в 1945 году. Левитов был в дальнейшем повышен до статуса полноценного аниматора и впервые был указан в титрах в 1953 году, когда он работал над проектом с Чаком Джонсом. С Джонсом он работал до конца 50-х, а также он режиссировал некоторые мультфильмы в 1959 году, включая Pepé Le Pew cartoon "Really Scent". Работая под главенством Джонса он ввел некоторые уникальные черты, к примеру: нарисованные им колени отличались от работ других аниматоров. Персонажи с меховым покрытием (к примеру: Вайл И. Койот) выглядели особо лохматыми в сценах нарисованных Левитовым.
Левитов присоединился к UPA в 1958 году, дабы поработать над 1001 Arabian Nights. Левитов остался в компании даже после того, как компания была продана Генри Г. Саперштейну. В 1962 году он режиссировал первый полнометражный телевизионный спешл: Mr. Magoo's Christmas Carol. В 1962 Увидела свет театральная картина Gay Purr-ee, с голосами Роберта Гуле, Джуди Гарленд и другие. На 1962 год он работал с Джонсом в MGM как аниматор и режиссер в Tom and Jerry series. Он режиссировал The Phantom Tollbooth  с Чаком Джонсом в MGM. Еще он работал в UPA над еще большим количеством мультфильмов  с Мистером Магу, учитывая The Famous Adventures of Mr. Magoo. В 1971 году он анимировал мультфильм A Christmas Carol, который продюсировал Чак Джонс и режиссировал  Ричард Уильямс в студии Williams' London. Его последней оконченной работой была B.C.: The First Thanksgiving в 1973 году.

На момент 8 мая 1975 года Левитов готовился режиссировать фильм Raggedy Ann & Andy: A Musical Adventure. Проект был взят в руки Уильямса когда Левитов неожиданно умер на 52 году жизни . Абрахам Симпсон из мультсериала Симпсоны был назван в его честь, а также в честь дедушки создателя мультсериала Мэтта Грейнинга.

## Фильмография

### Режиссёр
- Baton Bunny, 1959
- Really Scent, 1959
- A Witch’s Tangled Hare, 1959
- Unnatural History, 1959
- Mr. Magoo, 1960
- Inside Magoo, 1960
- The Bugs Bunny Show
- Nelly’s Fally, 1961
- Мурлыка, 1962
- Mr. Magoo’s Christmas Carol, 1962
- Jerry Go Round, 1965
- The Famous Abventures of Mr.Magoo, 1964—1965
- Filet Meow, 1966
- Puss’n’Boats, 1966
- Guinded Mouse-ille, 1967
- The Mouse H.U.N.G.E.R, 1967
- Rock’n’Rodent, 1967
- Suft Bored Cat, 1967
- Uncle Sam Magoo, 1970
- B.C The First Thanksgiving, 1970

### Продюсер
- Mr. Magoo, 1960
- The Phantom Tollboth, 1970
- Curiosity Shop, 1971
- B.C The Thanksgiving (полнометражный фильм), 1973

### Аниматор
- Когда от ужаса дыбом шерсть, 1946 (в титрах не указан)
- Ali Baba Bunny, 1957
- Steal Wool, 1957
- What’s Opera, Doc ?, 1957
- Touche and Go, 1957
- Wild About Hurri, 1959
- 1001 Arabian Nights, 1959
- The Bugs Bunny Show, 1960
- The Road Runner Show, 1966
- The Bugs Bunny/Road Runner Show, 1968
- A Christmas Carol, 1971
- The Bugs Bunny/Road Runner Movie, (выпущен в 1979 году)